# Saprinus biguttatus
Saprinus biguttatus är en skalbaggsart som först beskrevs av Christian von Steven 1806.  Saprinus biguttatus ingår i släktet Saprinus och familjen stumpbaggar. Inga underarter finns listade i Catalogue of Life.